# École centrale Paris
La École Centrale Paris (Escuela Central París, también conocida como ECP,Centrale o Centrale Paris) —cuyo nombre oficial es École centrale des arts et manufactures (Escuela central de artes y manufacturas)— es una de las  escuelas de ingenieros más prestigiosas de Francia. Está emplazada en Châtenay-Malabry, en la región parisina. Posee el estatus de "Grand établissement". También es miembro de la conferencia de grandes écoles (CGE), y del Groupe Centrale - Centrale Graduate School (junto a sus instituciones hermanas, emplazadas en Lille, Lyon, Marsella, Nantes y Pekín). Forma principalmente ingenieros generalistas de muy alto nivel.
La escuela fue parte de la fundación en 1988 de la red TIME (Top Industrial Managers for Europe), que permite a los estudiantes obtener un diplomado en dos universidades técnicas de Europa (doble diplomado). También es miembro de CESAER (agrupación de escuelas de ingenieros europeas)y UNITECH (programa de desarrollo directivo en ingeniería).
En 2015, Centrale Paris se fusionó con Supélec para formar CentraleSupélec. CentraleSupélec es miembro de la Universidad Paris-Saclay.

## Historia
Centrale Paris fue fundada en 1829 por Alphonse Lavallée, con la participación de tres científicos: Jean-Baptiste Dumas, Eugène Péclet y Théodore Olivier. La visión fundadora era de educar ingenieros multidisciplinarios para el sector industrial emergente. En 1857, Alphonse Lavallée lega la École Centrale Paris al Estado francés para garantizar su perennidad.

## Antiguos alumnos
- Cipriano Segundo Montesino y Estrada (1837), Presidente de la Real Academia de Ciencias Exactas, Físicas y Naturales
- Román Baldorioty de Castro (1852), prócer de la isla de Puerto Rico
- Gustave Eiffel (1855), ingeniero diseñador de la Torre Eiffel en París
- William Le Baron Jenney (1856), ingeniero y arquitecto del primer rascacielos de Chicago
- Georges Leclanché (1860), inventor de la pila Leclanché
- Émile Levassor y René Panhard (1864), fundadores de la primera empresa fabricante de automóviles, Panhard et Levassor
- André Michelin (1877), fundador de Michelin
- Louis Blériot (1895), pionero de la aviación, primer aviador que cruzó el Canal de la Mancha
- Armand Peugeot (1895), fundador de la marca de automóviles Peugeot (Peugeot PSA)
- Pierre-Georges Latécoère (1906), pionero de la aviación, fundador de l'Aéropostale (empresa fundadora de Air France)
- Marcel Schlumberger (1907), cofundador de Schlumberger Limited
- Boris Vian (1942), escritor
- Mehdí Bazargán, antiguo primer ministro de Irán.
- Francis Bouygues (1947), fundador de Bouygues
- Gérard Pélisson (1955), fundador del grupo Accor (Novotel, Sofitel, Mercure, Suitehotel, Ibis, Etap Hotel, Formule 1, etc.)
- Robert Peugeot, antiguo presidente de Peugeot
- Antoine (1966), cantor
- Benoît Potier (1979), oficial ejecutivo en jefe de Air Liquide
- Carlos Tavares (1981), director ejecutivo Stellantis
- Édouard Michelin (1987), antiguo oficial ejecutivo en jefe de Michelin
- Charles Beigbeder (1988), oficial ejecutivo en jefe de Poweo
- François Goulard, Ministro de investigación (en 2006)